# Dankàlia
Dankàlia (Dankalia, en italià Dancalia) o Debubawi Keyih Bahri és una regió de la part oriental d'Eritrea, poblada pels àfars de religió musulmana i llengua pròpia. La ciutat principal és Assab.

## Geografia
La regió és un dels llocs més inhòspits de la Terra; hi ha escassa fauna i flora i la major part del territori és desèrtic amb muntanyes aïllades i algunes valls; en alguns punts es troben oasis de palmeres, especialment a Baylul, Assab i Rahaita. La depressió Danakil es troba a un pro-mig de 120 metres sota el nivell de la mar i presenta diversos llacs salats; les temperatures són extremes i s'arriba als 50 graus (145 F). Localment s'anomena la depressió com a Dallol; va sorgir fa uns deu milions d'anys quan l'escorça de la terra es va esfondrar i l'aigua va penetrar i la regió va passar a ser part de la mar Roja; però erupcions volcàniques van crear dics de roques basàltiques que van atrapar l'aigua. Aquestes muntanyes són una part del Gran Rift, on l'escorça terrestre s'ha dilatat i aprimat i la terra s'ha enfonsat amb el temps fins a 371 metres per sota del nivell del mar, un dels punts més baixos en la superfície terrestre. Aquí l'escorça terrestre és prima i la superfície nova de la terra hi és constantment creada per la lava que traspua cap amunt per diversos cràters; l'aigua també es filtra cap avall, per a ser expulsada de nou en forma de vapor; cons volcànics són habituals així com considerables i profundes esquerdes a la terra. Centenars de petits terratrèmols sacsegen la zona cada any. L'agua atrapada es va evaporar per l'acció del sol deixant com a restes enormes llacs de sal que encara són una font d'ingressos pels habitants; aquesta depressió però, no es perllonga cap a la Regió Àfar d'Etiòpia. Les pluges són escasses (no plou gents durant nou mesos i el que plou s'evapora amb rapidesa o arriba a les salines; els vents són molt secs i calents i no alleugen el clima i creen una forta erosió que ha creat paisatges incomparables.

## Història
El seu nom podria derivar del regne d'Adal (Adal en amhara, Adali en afan oromo, i Odaali en somali) al seu torn el nom de l'ancestre de la dinastia Adoali (en àfar Ali Blanc) fill d'Hadal Mahis net d'Umar i besnet de Yusuf al-Yamani. Els comerciants àrabs van donar el nom de Danakil a tota la costa àfar de la mar Roja pels seus contactes amb el clan àfar dels Dankali, que vivien a l'entorn de Baylul; els Dankali van formar (segles XV a XVI) un regne anomenat Dankali. Els tigrignes de la zona central d'Eritrea donaven als àfars el nom de teltal (Pits Penjant) perquè les dones no cobrien els seus pits, per la paraula "teltal" no està relacionada amb Dankàlia. El nom àfar que es donaven a si mateixos els habitants és d'origen incert.
Des del segle xvi el petits estats de la zona van estar sota control o influència dels otomans especialment a la costa; el 1866 els otomans van transferir els seus drets al khediv egipci. El 15 de novembre de 1869 els sultans àfars de Dankàlia i Ankala, Sultan Ibrahim Ahmed i Sultan Hassan Ahmed, van vendre Assab una societat italiana que el 10 de març de 1882 la va transferir al govern d'Itàlia. En aquestos anys el sultanat àfar de Rahaita va subsistir íntegrament i sobiranament; hi havia aleshores quatre sultanats àfars (Rahaita -estat successor d'Adal-, Baylul, Tadjura i Awsa) i diversos estats menors i confederacions tribals (Dankàlia, Ankala, Girifo, Gobad, i Bidu), però els francesos van eliminar el de Tadjura el 1896 i Etiòpia va posar sota vassallatge al sultà d'Awsa el 1927. Actualment encara el sultà o derder de Rahaita (que és Abdel Kadir bin Dawud) gaudeix d'un poder tradicional i és altament respectat.

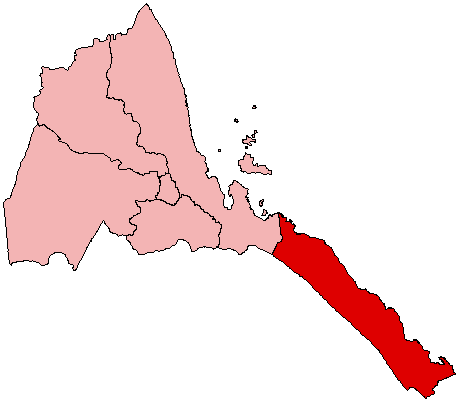
Mapa de la regió del Sud de la Mar Roja, formada principalment per la regió natural de Dankàlia

Dankàlia amb el nom de Dancalia fou part de la colònia italiana d'Eritrea i de l'Àfrica Oriental Italiana. El 1941 fou ocupada pels britànics i administrada com a part d'Eritrea fins al 1952 quan l'antiga colònia fou declarada federada a Etiòpia. Va tenir una part menor en la lluita per la independència d'Eritrea a la que els àfars foren en general poc favorables, ja que preferien la unió amb la resta de territoris àfars i formar un estat federat dins Etiòpia. El 1988 es va instaurar a la zona la regió Autònoma d'Assab, que incloïa Dankàlia i part de les terres àfars d'Etiòpia; el 25 de maig de 1991 el Front Popular d'Alliberament d'Eritrea va ocupar Assab, va dissoldre la regió i va declarar la Dankàlia part d'Eritrea; dins d'aquest estat va accedir formalment a la independència el 1993.
Després de la guerra entre Eritrea i Etiòpia de 1998, va començar a operar l'Organització Democràtica Àfar de la Mar Roja que pretén la separació de Dankàlia d'Eritrea per unir-se a la Regió Àfar d'Etiòpia en un estat àfar federat dins Etiòpia. Dins Eritrea forma la regió del Sud de la Mar Roja una de les sis regions en què fou dividit el país (1994), amb capital a Assab, que compta amb una superfície de 27.600 km i uns 400.000 habitants; la seva costa és d'uns 500 km de llarg però només 50 km de fons. Les principals ciutats són Assab (oficialment Asseb), Baylul (Beilul), Raheita (Rahaita) i T'i'o. El punt més elevat és el mont Ramlu de 2.248 metres). La regió està dividida en tres districtes: 
- Are'eta
- Central Denkalya (Dankàlia Central)
- Southern Denkalya (Dankália del Sud)